# Carex davisii
Carex davisii är en halvgräsart som beskrevs av Ludwig David von Schweinitz och John Torrey. Carex davisii ingår i släktet starrar, och familjen halvgräs. Inga underarter finns listade i Catalogue of Life.

## Bildgalleri

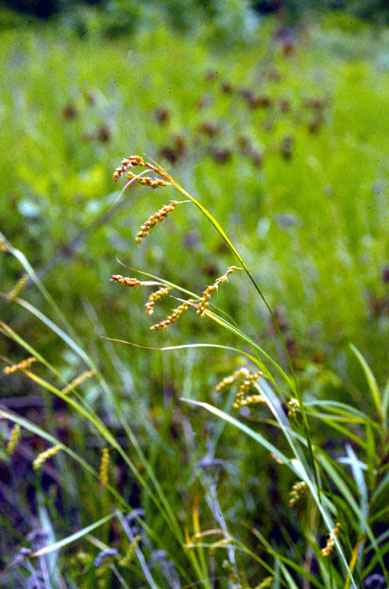